# Olocoons (miniserie)
Olocoons fue una miniserie de televisión mexicana-argentina, producida por Grupo Bimbo y el estudio de animación argentino Encuadre VR 360, dirigida por Gustavo Cova, y creada originalmente por Cristian Bredeé, Gabo Gedovius, Ingrid G. y G. Aldana.
La serie constó de cinco temporadas y veintinueve episodios con una duración de 6 minutos cada uno. Además de la miniserie, la marca Olocoons trajo al mercado diversidad de productos relacionados como figuras coleccionables, estampas, tarjetas, juegos de mesa, escenarios, marcapanes, pelotas, llaveros, entre otros. El 29 de agosto de 2023 se dio a conocer que los Olocoons O2 regresaban al mercado como una colección limitada de 6 figuras con olor y 10 llaveros coleccionables.

## Sinopsis
Entre la Orbita de Marte y la Tierra existe un planeta llamado Olocoon, en el cual existe vida. Sus habitantes luchan por salvar su entorno y acabar con los planes de la Brigada Oscura y la Corporación Lugubrex, organizaciones con fines siniestros sobre los principales planetas de la Galaxia Olocoon (Tierra).

### Olocoons O2
Al principio se explica el inicio del universo y de la Olorroca, un meteoro que cae en el planeta Olocoon y queda dividido en dos partes iguales. Varios personajes cuentan la historia, dando a conocer que el planeta Olocoon era gobernado por el rey Perfumius, pero este desapareció, lo que provocó el caos entre los Olocoons. Con base en lo contado por unos exploradores al visitar la cueva de los secretos, el consejo de sabios decidió que el primero que encontrara la Olorroca y la llevara al ministerio de Olocoon sería el nuevo gobernante. A partir de aquí es donde se crean dos grupos para iniciar la búsqueda de la Olorroca, siendo el primero de ellos llamado «equipo del bosque», conformado por Gruba, Candorfli, Caramor y Mondoclor, y el segundo el «equipo del agua» y sus integrantes: Jabalor, Batski, Tamacoon, Squalion y Langalu. Los equipos inician la búsqueda recorriendo varios lugares del planeta en busca de pistas que los ayuden a encontrar la Olorroca, ignorando que esta, más allá de darles el derecho de gobernar el planeta, es la que salvará a Olocoon de un terrible y pestilente gas cósmico que amenaza con cubrir el planeta por completo.

### Olocoons H2O
La historia comienza cuando algunos de los Olocoons O2 están viajando en el Olomóvil, el cual al parecer de pronto se queda sin energía. Al bajarse para revisar lo que sucede, se percatan de que ha comenzado a llover muy fuerte. Suben de nuevo al vehículo y logran encenderlo de nuevo para dirigirse a la cueva de los secretos, en donde se encuentran con un Olocoon H2O (también llamados Aquacoons) llamado Rabak, el cual los lleva con Gloson, quien les dice que la Olorroca se ha desestabilizado y que solo ellos pueden llamar a los sabios. Nulbee los llama y estos les informan que tienen que recorrer diferentes mares en busca de una llave y un cofre, que son los únicos que pueden volver a estabilizar la Olorroca y así salvar el planeta de la inundación. En este gran viaje se dan a conocer muchos nuevos Aquacoons tanto buenos como malvados. Estos últimos harán todo lo posible para que el cofre no sea encontrado.

### Olocoons O3
Gruba y Rabak se encuentran esquiando en el Polocoon cuando rápidamente se empieza a derretir la nieve. Rabak se comunica con Aerius, que está en la estación espacial Sirio I, y le informa sobre lo que está ocurriendo en el planeta Olocoon. Es así como Aerius se da cuenta de que la estación Sirio II está ocupada por alguien, cosa que no debería, ya que tenía varios años inactiva. Cuando la tripulación de la nave Azur va a checar qué está pasando, se da cuenta de que la brigada oscura ha tomado control de la estación espacial y con ella está contaminando terriblemente el planeta Olocoon, ocasionando que la Olorroca se vuelva a desestabilizar y poniendo nuevamente en riesgo al planeta Olocoon. Es entonces que varias tripulaciones emprenden la búsqueda de los tres anillos que forman el manto mágico que evitará la inminente destrucción del planeta.

### Olocoons Misión Tierra 07
Dodi y Azalea se encuentran dando un paseo por el bosque, cuando notan que algo extraño está pasando con el Sol. Al avisarle a Florencio (padre de Azalea), este les comenta que todos los B345 se han vuelto malos y le advierte a Azalea que no debería de juntarse con Dodi, ya que él también podría traicionarlos. Al oír esto, Azalea se va llorando. Al investigar bien, se dan cuenta de que todo proviene del planeta Tierra. Es entonces cuando comienzan a reclutar a Olocoons para iniciar el viaje a la Tierra y resolver el problema. Quetzi le otorga a Dodi una nueva armadura para que se vea más intimidante y después parten hacia su destino, teniendo varios problemas en el camino y, al llegar a la Tierra, se les une un grupo de niños que los guían a Lugubrex, una fábrica propiedad del siniestro Supremo, que planea algo terrible con el Sol. Es entonces cuando los Olocoons deberán detener estos maléficos planes, pero en el transcurso, Dodi recibe una impactante noticia que podría cambiarlo todo por completo.

### Olocoons Secretos del Bosque
Lola se encuentra hablando con Rocío en un vivero sobre lo importante que es forestar los bosques. Luego Rocío da la idea de quedarse la noche en la casa del árbol. Cuando están ahí, Pedro escucha un ruido y baja a ver qué es, pero cae en una gran huella y sale corriendo. Esa pisada era de Ciado, el cual se encontraba con su hermano Desgra, esperando a que se durmieran los niños. En ese momento, Lola llama a los Olocoons, los cuales salen en camino. En la mañana cuando se despiertan los niños, ven a cientos de C44, los cuales son robots hechos por Supremo para talar los árboles del bosque. Entonces Pedro se asoma a ver qué ocurre y se cae de la casa del árbol, pero se alcanza a agarrar. Luego Rocío lo sube de vuelta. Los cuatro niños salen corriendo. Después aparece Supremo, informándole a Cicuto que los Olocoons vienen en camino, pero hará lo posible por destruirlos.

## Origen

### Smelly Beasts (Olorocos)

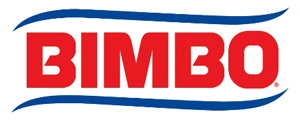
Grupo Bimbo, empresa encargada de traer Olorocos y posteriormente Olocoons a México y Centroamérica.

Durante el año 2000 en Inglaterra, surgieron los Smelly Beasts, unas peculiares figuras creadas por Point 7 Design 2000/Synapse que servían a modo de ambientadores para automóviles con diferentes olores y formas. Estos eran en total 28 personajes (8 personajes principales y 20 personajes) estos últimos eran ofrecidos a otras empresas para su múltiple posibilidades de uso. Entre la veintena de personajes secundarios se encuentra la pandilla agradable compuesta por los personajes de olor dulce y la contraria la pandilla desagradable compuesta por los personajes de olor fuerte o intenso. En España Planeta Junior adquirió a los 20 personajes secundarios. En México, Point 7 Design 2000 le ofreció a la compañía Coca Cola la colección de personajes secundarios, pero esta no aceptó, más tarde fue ofrecida a la empresa de pan dulce Grupo Bimbo y este aceptó. La promoción fue lanzada del 17 de septiembre al 10 de octubre de 2002 o hasta agotar existencias, con esta promoción Bimbo incremento sus ventas un 34% durante las 5 primeras semanas de campaña, utilizó 90 millones de tarjetas rasca-huele, 10 millones de juegos de dados, 14 millones de muñecos olorosos, 20 millones de pegatinas, carteles, comerciales (preventivo y la mecánica) y su propia página web (www.olorocos.com) parecida a la página original sólo que en español (www.smellybeasts.com). 
La promoción consistía en coleccionar las 20 figuras, las 20 tarjetas, las 20 pegatinas, el dado, la carta con todos los personajes (sólo salía en los roles de canela con pasas y glaseados) el tablero del mundo Oloroco (de venta exclusiva en camiones) y, si querías también, el cartel. Está promoción estaba dirigida especialmente a chicos entre 4 y 14 años de edad. Todos los personajes viven en diferentes zonas, pero todos ellos viven en un solo mundo, el Smelly World, en México conocido como el mundo Oloroco. Más tarde en Europa, gracias al éxito obtenido en otros países, surgieron artículos de tocador, mochilas, lapiceros, envolturas para regalos, almohadillas, perfumadas, juegos de mesa como rompecabezas de estireno, pegatinas, figuras de estireno, peluches con aroma, sombrillas para autos, adhesivos, calendarios, carteles, tarjetas, etiquetas y otras cosas más. Estas increíbles bestias fueron ilustradas por Phil Wright.

### Olocoons
Luego del rotundo éxito de los Olorocos en México, la empresa Grupo Bimbo buscaba desarrollar una línea propia de promocionales que atrajeran al público infantil no solamente a consumir el producto, sino también a concientizar acerca del reciclaje y el cuidado del medio ambiente. La propuesta definitiva llegaría de la mano de un practicante en diseño industrial, Cristian Bredeé, quién en esos momentos se encontraba desarrollando un juego de mesa llamado "Olocoon". Tras quedar conformes con la propuesta, se dio luz verde al proyecto para comenzar el desarrollo. Bredeé, junto a otros tres diseñadores gráficos Gabo Gedovius, Ingrid G., y G. Aldana comenzaron con la ilustración de los nuevos 20 personajes, y todo su mundo.
La empresa mexicana Martin's Toys fue la encargada de desarrollar las mini figuras con olor de los personajes (las cuáles se obtenían en la "tiendita de la esquina" cambiando dos envolturas de pan dulce Bimbo más 2 pesos mexicanos), además de realizar tarjetas, tableros, pegatinas, y la primera miniserie para la televisión, emitida el 23 de mayo del 2004 por la televisión abierta mexicana, en el extinto Canal 2, Televisa y TV Azteca, así como en Latinoamérica a través de las cadenas Guatevisión en Guatemala, Canal 4 en El Salvador, y Frecuencia Latina en Perú. La campaña fue un rotundo éxito, por lo que se decidió continuar con cuatro entregas más de dicha franquicia, siendo los Olocoons H2O, Olocoons O3, Olocoons: Misión Tierra 07, y Olocoons: Secretos del Bosque las siguientes entregas, todas con su respectiva miniserie.

### Regreso en 2023
El día 28 de agosto de 2023 a través de diversas redes sociales como TikTok, Twitter, YouTube y grupos en Facebook comenzaron a circular algunas imágenes de lo que, según los autores, se trataba de filtraciones del regreso de la popular promoción "Olocoons O2" de Bimbo tras 19 años de haber salido al mercado en 2004. Un día después, las redes sociales oficiales de Grupo Bimbo comenzaron a compartir memes al respecto de su regreso, y respondiendo a usuarios que los pedían de vuelta, además de medios de comunicación como Milenio Online, Publimetro y Terra México. La información filtrada indicaba que esta nueva colección constaría de; 6 figuras con olor (Gruba, Lágetar, Candorfli, Jabalor, Nulbee y Bashau), y de 10 llaveros coleccionables (Candorfli, Gruba, Lágetar, Boltalo, Torgazu, Batski, Caramor, Mondoclor, Vegitelias y Tamacoon).

#### Curiosidades
- Una película danesa llamada Lille Allan - The Human Antenna basada en el libro del mismo nombre y lanzada en 2022 fue nombrada en español Olocoons: Alan, Britney y la nave espacial, y utiliza varios elementos de la serie. sin embargo, la producción no está relacionada de ninguna manera con los personajes de Bimbo.[14]

## Capítulos
Olocoons O2
- 1x01 "Descifrando el camino".
- 1x02 "Siguiendo las pistas".
- 1x03 "Reponiendo fuerzas".
- 1x04 "Entre desiertos y abismos".
- 1x05 "En buenas manos".

Olocoons H2O
- 2x01 "Misión H2O".
- 2x02 "Recorriendo los mares".
- 2x03 "Peligros en el camino".
- 2x04 "Sorpresas y trampas".
- 2x05 "Buscando el camino".
- 2x06 "Primero están los amigos".

Olocoons O3
- 3x01 "Alerta en la Galaxia".
- 3x02 "Misión estelar".
- 3x03 "Una búsqueda galáctica".
- 3x04 "El primer anillo".
- 3x05 "Viaje a la estación de los clones".
- 3x06 "El fabuloso manto mágico".

Olocoons: Misión tierra 07
- 4x01 "Un plan siniestro".
- 4x02 "Reclutando valientes y no tanto".
- 4x03 "El difícil camino hacia la Tierra".
- 4x04 "Conociendo la gran ciudad".
- 4x05 "Atrapados sin salida".
- 4x06 "Salvando la Galaxia".

Olocoons: Secretos del Bosque
- 5x01 "El bosque en peligro".
- 5x02 "El plan supremo".
- 5x03 "El sueño de Dodi".
- 5x04 "El reencuentro".
- 5x05 "Morfea y Rocío".
- 5x06 "Salvando los bosques".

## Personajes
- Anexo:Personajes de Olocoons

| Olorocos (sin miniserie) | Olocoons O2 | Olocoons H2O | Olocoons O3 | Olocoons: Misión Tierra 07 | Olocoons: Secretos del Bosque |
| Asustadox                | Gruba       | Rabak        | Dodi        | Florencio                  | Rocío (sin figura)            |
| Ossy                     | Candorfli   | Smolly       | Quetzi      | Tinjacoon                  | Morfea                        |
| Skli                     | Caramor     | Leo          | Aerius      | Begonia                    | Desgra                        |
| Orquídea Oinsu           | Mondoclor   | Drako        | Guzzi       | Supremo                    | Ciado                         |
| Elvadon                  | Jabalor     | Gloson       | Plumetin    | Zotron                     | Cicuto (sin figura)           |
| Maforat                  | Batski      | Malory       | Azalea      | Lola                       | C44 (sin figura)              |
| Groatam                  | Tamacoon    | Marly        | Luz         | Pedro                      | C45 (sin figura)              |
| Blorp                    | Squalion    | Rassnic      | Cairel      | Tenoch                     | Nectario                      |
| Nauti                    | Langalu     | Shez         | Velosico    | Electron                   | Nectaria                      |
| Milma                    | Vegitelia   | Ostrico      | Rapidico    | -                          | Árbol sabio (sin figura)      |
| Mossac                   | Manguiblur  | Palantir     | Iris        | -                          | -                             |
| Octipod                  | Pifiux      | Stone        | Silverio    | -                          | -                             |
| Acibio                   | Nulbee      | Bruck        | B345        | -                          | -                             |
| Jabaleón                 | Lagetar     | Longar       | Oracoonola  | -                          | -                             |
| Pleitón                  | Siley       | Zax          | Tenebrus    | -                          | -                             |
| Stang                    | Migo        | Randy        | Alacra      | -                          | -                             |
| Sucam                    | Boltalo     | Jagger       | Mefisto     | -                          | -                             |
| Wextrex                  | Torgazu     | Warpig       | Penumbro    | -                          | -                             |
| Mentut                   | Bashau      | Greco        | Malix       | -                          | -                             |
| Chorky                   | Mirkiux     | Gordka       | Sipi y Nopo | -                          | -                             |

- Algunos personajes que no aparecen en la miniserie pero son mencionados en la misma o en otros productos son; Rey Perfumius, Gigantes, Dragón Neneligo.